# Neotama punctigera
Neotama punctigera là một loài nhện trong họ Hersiliidae.
Loài này thuộc chi Neotama. Neotama punctigera được miêu tả năm 1993 bởi Martin Baehr & Barbara Baehr.